# Ułan-Iwołginskij
Ułan-Iwołginskij (ros. Улан-Иволгинский) – wieś (ułus) w Rosji, w Buriacji, w rejonie iwołgińskim. W 2010 liczyła 90 mieszkańców.